# Jutas

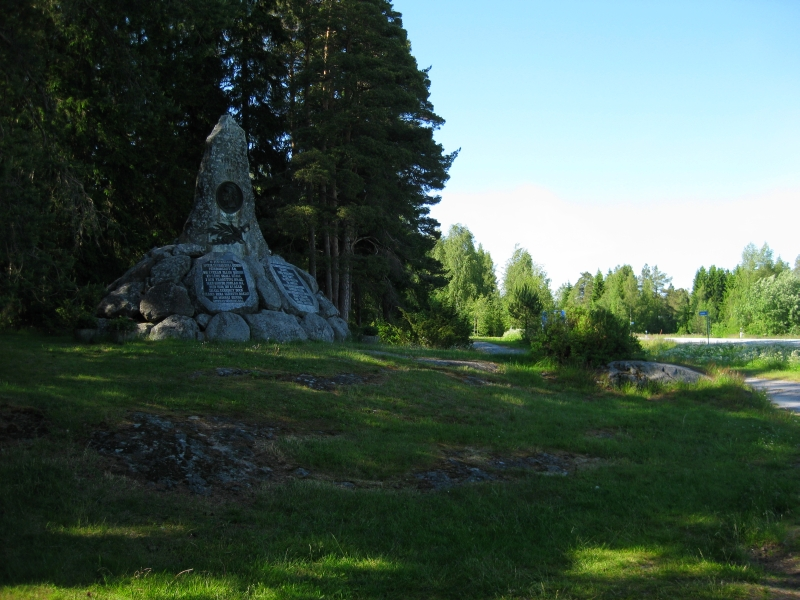
Minnesmärke över slaget vid Jutas

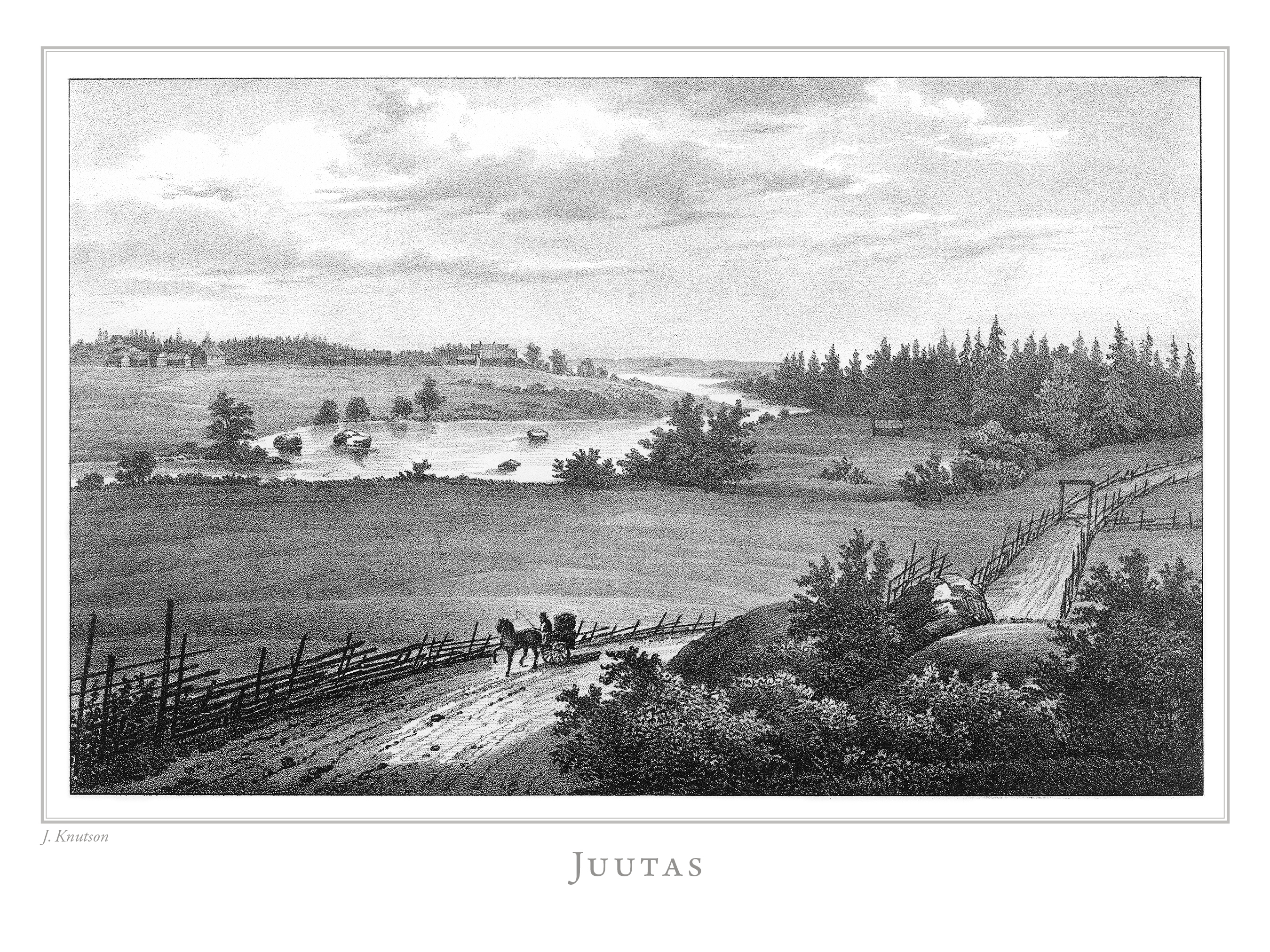
Litografi av Juutas i Finland framstäldt i teckningar utgiven 1845-1852.

Jutas (ju:tas, finska Juutas) är en bydel i Österbotten, belägen fyra kilometer söder om Nykarleby. 
Platsen är berömd för slaget vid Jutas den 13 september 1808 under finska kriget.

## Jutas i litteraturen
Slaget skildrades av Johan Ludvig Runeberg i dikten Döbeln vid Jutas i Fänrik Ståls sägner. En annan skönlitterär skildring finns i boken Mot Juutas, soldat! av Martin Perne.